# Marks Tey
Marks Tey is een civil parish in het bestuurlijke gebied Colchester, in het Engelse graafschap Essex. De plaats telt 2551 inwoners.